# ピロクテテス (ソポクレス)

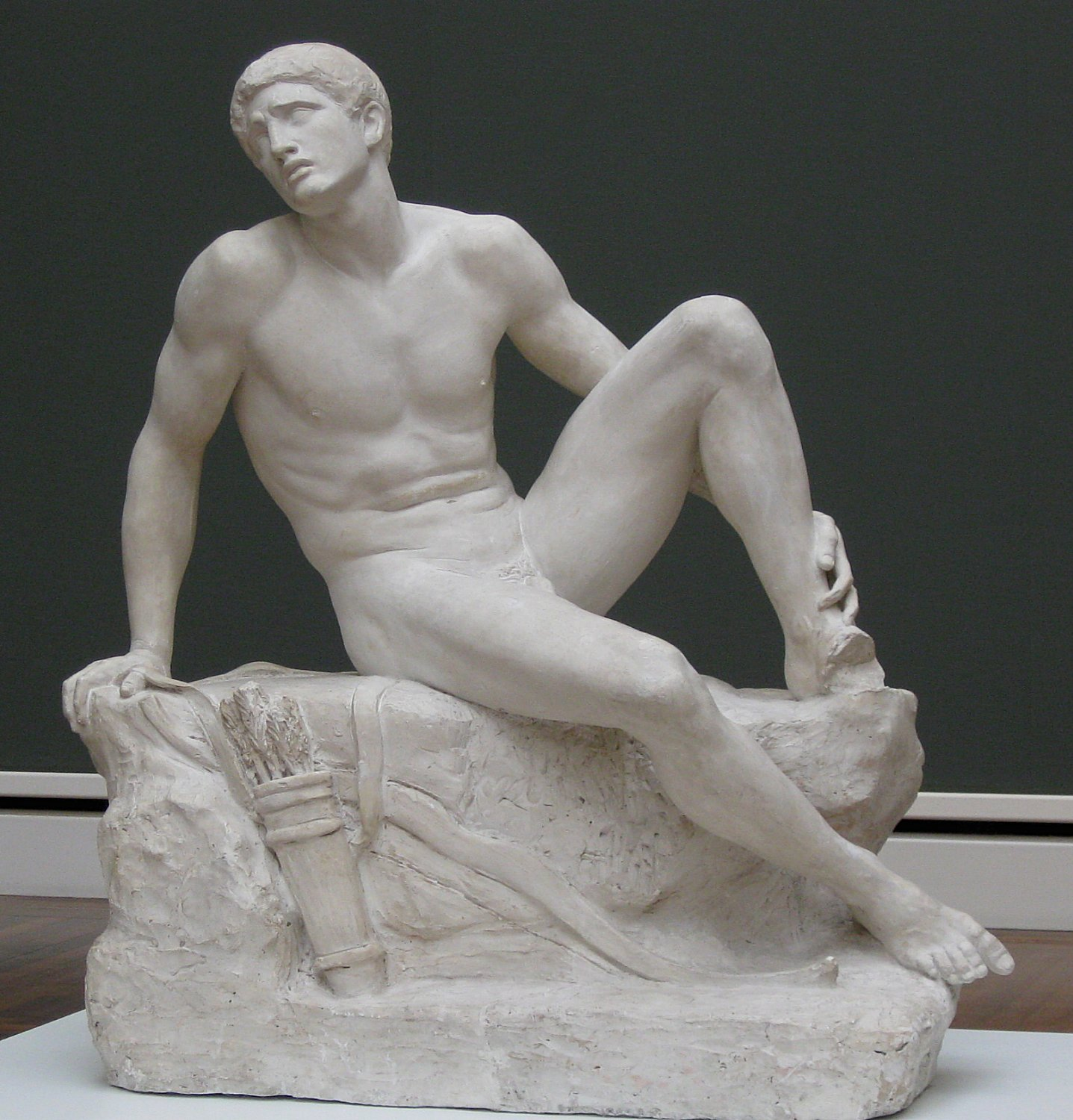
アドルフ・フォン・ヒルデブランドの彫刻

『ピロクテテス』（ピロクテーテース、希: Φιλοκτήτης, Philoctētēs、羅: Philoctetes）は、ソポクレスによるギリシア悲劇の1つ。文字どおり、トロイア戦争期のピロクテーテースを題材としている。
ヘーラクレースの弓の持ち主であるメーリスの王の子ピロクテーテースは、トロイアへ向かう途中、レムノス島付近で毒蛇にかまれ、その悪臭と悲鳴を嫌がったオデュッセウスらによって、レムノス島に置き去りにされてしまった。しかしトロイア戦争が始まって10年目、オデュッセウスが捕まえたトロイア王子ヘレノスが、
- スキロス島にいるアキレウスの子ネオプトレモスが、アキレウスの鎧をまとって戦う
- レムノス島にいるピロクテーテースが、自ら進んでヘーラクレースの弓で戦う

という2つの条件が満たされれば、トロイアは陥落し、ギリシア側が勝利すると予言した。この予言を成就すべく、オデュッセウスがネオプトレモスを伴ってレムノス島に赴き、ネオプトレモスにピロクテーテースの説得を行わせる場面が、本作で描かれる。コロス（合唱隊）はそれに付き従うネオプトレモスの部下で構成される。
紀元前409年の大ディオニューシア祭で上演され優勝している。

## 日本語訳
- 『希臘悲壯劇 ソポクレース』、『ピロクテーテース』 田中秀央、内山敬二郎訳、理想社 1941年
- 『世界文學体系（2） ギリシア・ローマ古典劇集』 久保正彰 訳、筑摩書房 1959年
- 『ギリシア悲劇全集 第2巻 ソポクレス篇』 久保正彰訳、人文書院、1960年
- 『ギリシア悲劇Ⅱ ソポクレス』 久保正彰訳、筑摩書房〈ちくま文庫〉、初版1986年、ISBN 4480020128
  - 元版は『世界古典文学全集（8） アイスキュロス・ソポクレス』
　筑摩書房 初版1964年、復刊2005年ほか、ISBN 4480203087
- 『筑摩世界文学体系（4） ギリシア・ローマ劇集』 久保正彰 訳、筑摩書房 1972年
- 『ギリシャ悲劇全集（2） ソポクレース』、『ピロクテーテース』 内山敬二郎 訳、鼎出版会 1978年
- 『ギリシア悲劇全集（4） ソポクレースⅡ』、『ピロクテーテース』 片山英男 訳、岩波書店 1990年、ISBN 4000916041
- 『ギリシア悲劇を読む ソポクレス『ピロクテテス』にみる教育劇』 吉田敦彦 訳 青土社 2007年、ISBN 9784791763566

## 翻案
- シェイマス・ヒーニー 『トロイの癒し ソポクレス『ピロクテテス』の一変奏』 小沢茂訳、国土社 2008年